# غرويتر فورت
نادي غرويتر فورت للألعاب الرياضية (بالألمانية: Spielvereinigung Greuther Fürth) هو نادي كرة قدم ألماني مقره في مدينة فورت، بولاية بافاريا. تأسس الفريق في 23 سبتمبر 1903.
في موسم 2012–13 شارك غرويتر فورت في البوندسليغا لأول مرة في تاريخه بعد فوزه بالبوندسليغا 2. وهبط إلى الدوري الألماني الدرجة الثانية في نهاية الموسم. وظل في دوري الدرجة الثانية لكرة القدم الألمانية منذ ذلك الحين. يخوض الفريق مبارياته البيتية على ملعب ترولي الذي تبلغ سعته 18,500.
وجاء أنجح حقبة لغرويتر فورت في حقبة ما قبل الدوري الألماني بين عامي 1910 و1920، عندما فاز النادي بثلاث بطولات ألمانية في أعوام 1914 و1926 و1929، وحصل على المركز الثاني في عام 1920.

## التاريخ

### نادي فورت
تعود أصول نادي غرويتر فورت إلى إنشاء فريق كرة قدم في 23 سبتمبر 1903 داخل نادي الرياضي Turnverein 1860 Fürth. ذهب لاعبو كرة القدم في طريقهم الخاص كنادي مستقل في نوفمبر 1906، بعد أن لم يحصلوا على الدعم الكافي من تي في فورث. لعب الفريق في  دوري المنطقة الشرقية Ostkreisliga وحصل على ألقاب الأقسام هناك في أعوام 1912 و1913 و1914 قبل الانتقال للمشاركة في التصفيات الإقليمية Süddeutsche (جنوب ألمانيا) لدور البطولة الوطنية. كان هناك تنافس كبير بين نادي فورت ونادي نورنبرغ، استنادًا إلى التنافس التاريخي بين المدينتين المتجاورتين. نما النادي بسرعة، وكان يضم 3000 عضو بحلول عام 1914، وكان أكبر ناد رياضي في ألمانيا. بنى النادي ملعبه الخاص سبورتبارك رونهوف في عام 1910، وكان أكبر ملعب في ألمانيا في ذلك الوقت.

#### أبطال وطنيون
فاز فورت بأول لقب وطني له بفوزه ببطولة كرة القدم الألمانية عام 1914 تحت قيادة المدرب الإنجليزي ويليام تاونلي، خلال توجد الجناح الأيسر جوليوس هيرش، الذي انضم إلى الفريق في الموسم السابق. واجهوا لوكوموتيف لايبزيغ حامل اللقب ثلاث مرات في النهائي الذي عقد يوم 31 مايو في ماغدبورغ. كانت المبارة قصة مثيرة مدتها 154 دقيقة، وهي أطول مباراة مكتملة في تاريخ كرة القدم الألمانية (استثنت مباراة نهائي 1922 التي أمتدت لفترة 189 دقيقة بسبب الظلام)، وانتهت المبارة بتسجيل فورت هدفًا ذهبيًا ليحقق اللقب.
حقق الفريق سلسلة من النجاحات القوية خلال عشرينيات القرن الماضي وحتى أوائل الثلاثينيات من القرن الماضي، بدءًا من الظهور في النهائي الوطني عام 1920 أمام نادي نورنبرغ، الفريق المهيمن في ذلك العقد. كان التنافس بين الناديين من النوع الذي أجبر لاعب من نادي فورت على الرحيل بعد أن تزوج من فتاة من مدينة نورمبرغ . كان المنتخب الألماني في عام 1924 يتكون فقط من لاعبين من ناديين فقط وهما فورت ونورنبرغ، وكانت ذلك للمرة الأولى والوحيدة.
ظهر فورت بانتظام على المسرح الوطني، وتقدم إلى الدور نصف النهائي في عامي 1923 و 1931. وحصلوا على بطولتين أخرتين في عامي 1926 و1929، وجاء هذان الانتصاران على حساب نادي هيرتا لكرة القدم. خلال هذه الفترة ، لعب النادي خمس نهائيات في كأس جنوب ألمانيا، وخرج كفائز بالكأس في أربع مناسبات. انضم النادي إلى داشينغ فورث في 27 أغسطس 1929.
أعيد تنظيم كرة القدم الألمانية في عام 1933 تحت قيادة الرايخ الثالث إلى 16 في دوري الدرجة الأولى Gauligen. أصبح فورث جزءًا من دوري Gauliga Bayern ، لكن نجاحهم على مدار  المواسم التالية اقتصر على لقب دوري في عام 1935، إلى جانب الظهور المنتظم في المنافسة على بطولة Tschammerpokal، البطولة التي سابقة كأس ألمانيا.

#### مسرحية ما بعد الحرب

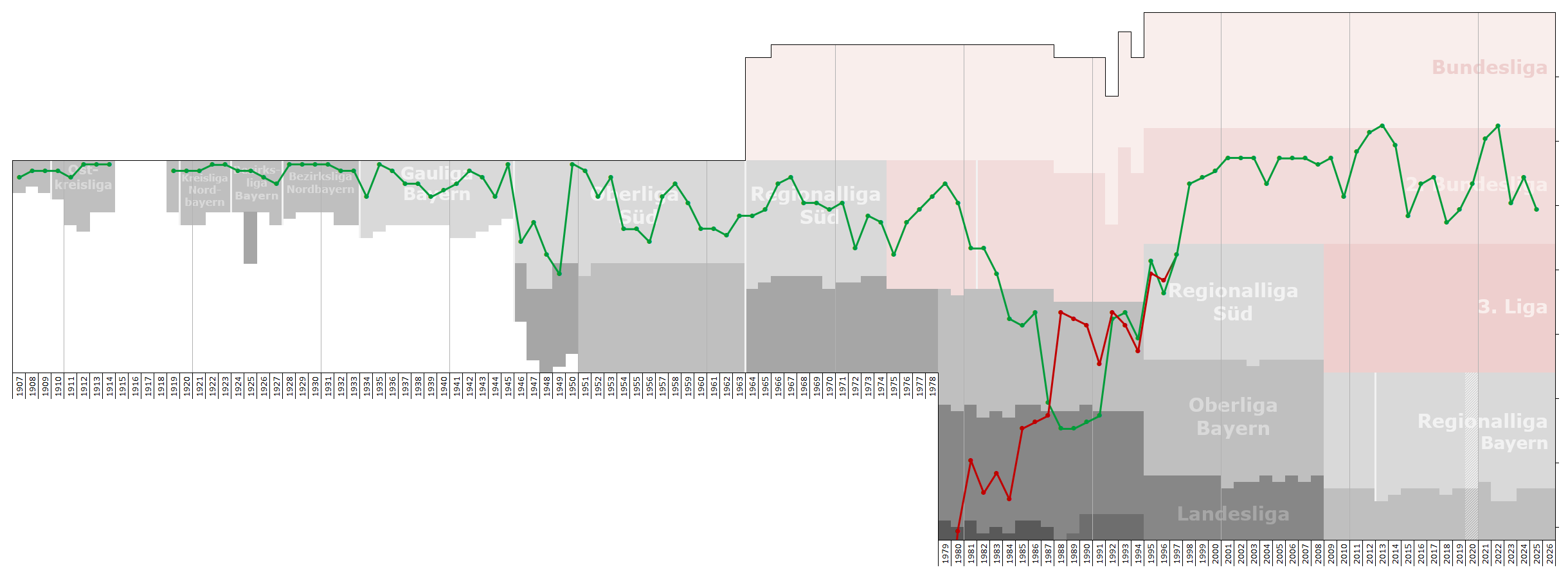
الرسم البياني التاريخي لأداء غرويتر فورت وأسلافه بعد الحرب العالمية الثانية

بعد الحرب عانى الفريق خلال ثلاثة مواسم في Oberliga Süd (I) قبل أن يهبط إلى Landesliga Bayern (II). سرعان ما استعاد فورت نفسه، وعاد إلى المشاركة في Oberliga في الموسم التالي. فازوا باللقب هناك في عام 1950، وشاركوا في التصفيات الوطنية، وتقدموا إلى الدور نصف النهائي قبل أن يخرجوا على يد شتوتغارت بنتيجة 1-4. كان لاعبان من نادي نادي فورت كارل ماي وهربرت إرهارد، أعضاء في فريق "معجزة بيرن"، الفائز بأول كأس عالم لمنتخب ألمانيا.
ظل فورت أحد فرق الدرجة الأولى حتى تشكيل البوندسليجا في عام 1963. لم يتأهل النادي كواحد من الفرق الستة عشر التي شكلت القسم الأول الوطني الموحد الجديد، ووجدوا أنفسهم يلعبون في دوري الدرجة الثانية في Regionalliga Süd، حيث كانوا عمومًا فريقًا في منتصف الجدول، وكان أفضل إنجاز له هو المركز الثالث في عام 1967. لعب النادي في الدوري الألماني الدرجة الثانية منذ إنشائها في 1974 حتى 1983، وكان أفضل أداء لها في المركز الرابع في 1978-79. وهبطوا للعب في دوري الدرجة الثالثة بايرن ليغا، والمشاركة في فترة قصيرة لمدة ثلاث سنوات في دوري الدرجة الرابعة لانديسليغا بايرن ميتي في أواخر الثمانينيات. بدأ النادي يعاني من مشاكل مالية كبيرة  في هذا الوقت. احتفل فورت في عام 1990بانتصار على فريق الدرجة الأولى بوروسيا دورتموند 3-1 في الجولة الافتتاحية من مباراة كأس ألمانيا، ثم خرج أمام نادي ساربروكن في الجولة الثانية بعد الهزيمة 0-1. عادوا إلى دوري الدرجة الثالثة في 1991 و Regionalliga Süd (III) في 1994. أصبحت المشاكل المالية للنادي أكبر، واضطروا لبيع ملعبهم لرجل الأعمال كوني براندستاتر.مع استمرار نمو المشاكل المالية، قام رئيس فورت إدغار بوركهارت بترتيب صفقة مع هيلموت هاك رئيس نادي TSV فيستن بيرغس غرويت ، للسماح لـ TSV بالإندماج مع فورت، وتغيير اسم النادي إلى اسم فورت غرويتر، وهو لا يزال قيد الاستخدام حتى الآن. كان فورت فرصة تغطي الأزمة المالي والنجاح في أرض الملعب، في حين TSV يمكن أن ينمو ويكبر في مدينة فورت، فإنه كان من الممكن في قرية فيستن بيرغس غرويت.

### TSV فيسن بيرغس غرويتت
إنشي في الوقت نفسه فريق في القرية الصغير TSV فيستن بيرغس غرويت في 1 فبراير 1974، وظهر لأول مرة في دوري القسم الرابع. صعدوا إلى دوري الهواة Oberliga Bayern (الدرجة الثالثة) في عام 1987، تمامًا كما كان نادي فورت ينزل للعب في القسم الذي هرب منه للتو. شارك TSV في الجولة الفاصلة الوطنية للهواة عامي 1988 و 1995. جاء أفضل أداء لهم في كأس ألمانيا 1995، عندما تغلبوا على بايرن ميونيخ 1-0، ثم تغلبوا على نادي هامبورغ 08 5-1 ، قبل أن يتم إقصائهم في الجولة الثالثة من المسابقة على يد نادي فولفسبورغ بركلات الترجيح.

### SpVgg فورت غروتير
في الوقت الذي تم فيه تأسيس فرع كرة القدم في فيسن بيرغس غرويتت في عام 1996 ، حيث جاء لاعبو TSV لكرة القدم إلى فورت، كان كلا الناديين يلعبان على نفس المستوى تقريبًا في Regionalliga Süd (دوري القسم الثالث). كان SpVgg هو الوصيف خلف منافسه طويل المدى نويبرغ ، وبالتالي صعد إلى إلى دوري الدرجة الألمانية الدرجة الثانية بعد 18 عامًا، ولعب في الدرجة الثانية لأول مرة منذ عام 1979. واجه ملعب النادي سبورتبارك رونهوف المسمي الآن بلاي موبيل ارينا، أول إعادة تطوير كبيرة منذ سنوات ما بعد الحرب، وبناء المدرج الرئيسي القديم في عام 1950. قاموا ببناء مدرجات جديدة على ثلاثة من الجوانب الأربعة للملعب، ومنصة جلوس مسقوفة على الجانب الآخر من المدرج الرئيسي، وشرفة مكشوفة في الطرف الشمالي، ومنطقة جلوس ووقوف مختلطة مكشوفة في جنوب الملعب ، فضلا عن تركيب الكشافات في رونهوف لأول مرة على الإطلاق. كان يقع النادي دائمًا في النصف العلوي من جدول 18 فريقًا في العقد الأول من القرن الحادي والعشرين، على الرغم من امتلاكهم واحدة من أقل الميزانيات في معظم الوقت. في 1 يوليو 2003 ، استحوذ النادي على نادي العمال السابق توسبو فورت من خلال عملية الاندماج. واجه الملعب في عام 2008 عملية إعادة تطوير أخرى، حيث وضع سقف في الشرفة في الشمال ، وتم تركيب مبنى لكبار الشخصيات بالقرب من المدرج الرئيسي القديم. أصبح المدرج الرئيسي مع هذا العمل هو آخر قطعة من الملعب لم تطوير. في ذلك الوقت ، اقترب فورت من تجديد تنافسها القديم مع نورنبرغ على مستوى البوندسليجا، وفقدت الترقية في كل من الموسمين الأولين من عقد 2010. صعد فورت في 23 أبريل 2012  أخيرًا إلى البوندسليجا في موسم 2011-12، بعد الفوز بلقب الدوري الألماني الدرجة الثانية. هدم المدرج الجنوبي بعد الصعود المبني عام 1998، وركب مدرج آخر جديد، مما أدى إلى زيادة السعة من 14500 إلى 18000 مقعد، بالإضافة إلى توفير سقف في الجنوب لأول مرة.
واجه فورت صعوبة في الموسم الأول في البوندسليجا، حيث حقق النادي أربعة انتصارات فقط في 34 مباراة ، أحدها على أرض ضد منافسه إف سي نورمبرج ، عندما فاز الفريق الهابط فعليًا 1-0، كان مشجعو كليبلات شعرو بالهبوط. سجل النادي أيضًا رقمًا قياسيًا سيئ السمعة من خلال كونه أول ناد في تاريخ الدوري الألماني لا يفوز بمباراة واحدة على أرضه خلال الموسم . أنهى النادي المنافسة في المركز الأخير في الدوري وهبط إلى الدرجة الثانية.
لم يكن النادي في الموسم التالي يهدف إلى الصعود، ولكن كان منافس قوي للعودة إلى البوندسليجا. احتل المركز الثالث في الترتيب النهائي، وتأهل الفريق لمواجهات الصعود، قابل نادي هامبورغ، وتعادل معه 0-0 في هامبورغ، وانتهت مباراة الإياب 1-1، ولم يتاهل النادي بسبب قاعدة الهدف خارج الأرض. يكافحون منذ ذلك الحين من أجل أن يكونوا أقوياء كما كانوا قبل صعود إلى البوندسليجا، وكادوا أن يهبطوا إلىالدوري الألماني الدرجة الثالثة في موسم 2014-2015 ، عندما حقق فوز على دارمشتات الصاعد في وقت لاحق في الجولة 33، وأبقتهم الفرق الأخرى التي لم تفوز في الجولة 34 في الدوري. حققوا فوزًا تاريخيًا  في نفس الموسم في بداية الجولة الثانية 5-1على أرضهم في فرانكن ديربي، وهو أعلى فوز لهم على أرضهم في ديربي. أنهى النادي الموسمين التاليين في وسط الجدول. هدم المدرج الرئيسي الذي تم بناؤه عام 1950 في أوائل عام 2016، وبدأ بناء منصة رئيسية جديدة. تتميز هذه الفترة من تاريخهم الجديد بهبوط  نورنبرغ في عام 2014 ، ويلعب كلا الخصمين كل عام منذ ذلك الحين. فاز كليبلات في موسم 2016-2017 بكلا الدربيين للمرة الأولى منذ السبعينيات، وانتهى به الأمر فوق نورمبرغ لأول مرة قي جول الترتيب منذ الخمسينيات. انتهى من بناء المدرج الرئيسي الجديد  قبل موسم 2017-18. فاز النادي على فورتونا دوسلدورف 3-1 في الجولة 6، تمكن شامروك من أن يصبح متصدرًا لجدول الدوري في معظم الأوقات في الدوري الألماني القسم الثاني.

### SpVgg فورت غروتير II
يلعب نادي فورت بفريق احتياطي، يشارك الفريق في أوبرليغا بايرن (دوري القسم الرابع) منذ موسم 2001-2002، وحصل على المركز الثاني في موسم 2006-2007. وحصل  أيضًاعلي المركز الثاني في موسم 2007–08، وكان مؤهلاً للعب في Regionalliga Süd في  موسم 2008-09.

## المنافسة
يعتبر فريق نورمبرج أكبر منافس لـ فورت غروتير، حيث يعود إلى الأيام الأولى لكرة القدم الألمانية عندما سيطر هذان الناديان في بعض الأحيان على البطولة الوطنية. تسمى المباريات بين الفريقين بـ «فرانكن ديربي». واجه بعضهم البعض مرة أخرى في موسم 2012-13 و2014-15 .

## إنجازات

### الدوري
- بطولة كرة القدم الألمانية
  - الفائز (3): 1914، 1926، 1929
- الدوري الألماني الدرجة الثانية
  - الفائز (1): 2011-12
- لانديسليجا بايرن ميتي (الدرجة الرابعة)
  - الفائز (1): 1990–91

### الكأس
- الكأس الألماني الداخلي:
  - الفائز (1): 2000

### إقليمي
- بطولة جنوب ألمانيا
  - الفائز (3): 1914، 1923، 1931
- دوري المنطقة الشرقية:
  - الفائز (4): 1912، 1913، 1914، 1917
- دوري منطقة شمال بافاريا (Kreisliga):
  - الفائز (2): 1922 ، 1923
- دوري منطقة شمال بافاريا (Bezirksliga):
  - الفائز (3): 1927–28، 1929–30، 1930–31
- غوليجا بايرن:
  - الفائز (1): 1934-35
- Oberliga Süd:
  - الفائز (1): 1949-50
- كأس جنوب ألمانيا
  - الفائز (5): 1918 ، 1923 ، 1925 ، 1926 ، 1927 (رقم قياسي)
- كأس فرانكونيا الأوسط (المستويات III-VII)
  - الفائز (4): 1990، 1991، 1996، 1997
  - الوصيف: 1989

### فريق الشباب
- بطولة بافاريا تحت 19 سنة
  - الفائز (1): 2003
- بطولة بافاريا تحت 17
  - الفائز (2):2001، 2008
- بطولة بافاريا تحت 15 سنة
  - الفائز (1): 2004

## المدربين
مدربي النادي منذ عام 1974، وهم:
| المدرب           | من             | إلى            |
| ألفريد هوفمان    | 1 يوليو 1974   | 30 يونيو 1975  |
| هانس سيسلارزيك   | 1 يوليو 1975   | 30 يونيو 1977  |
| هنس بالدوف       | 1 يوليو 1977   | 30 يونيو 1980  |
| ديتر شولت        | 1 يوليو 1980   | 28 فبراير 1981 |
| هاينز لوكاس      | 1 مارس 1981    | 30 يونيو 1981  |
| هانز ديتر روس    | 1 يوليو 1981   | 15 نوفمبر 1981 |
| لوثار كليم       | 23 نوفمبر 1981 | 30 يونيو 1982  |
| فرانز برونجس     | 1 يوليو 1982   | 30 يونيو 1983  |
| جونتر جيرلينج    | 1 يوليو 1983   | 30 يونيو 1986  |
| لوثار كليم       | 1 يوليو 1986   | 28 فبراير 1987 |
| بول هيسيلباخ     | 1 مارس 1987    | 30 يونيو 1989  |
| جونتر جيرلينج    | 1 يوليو 1989   | 9 أبريل 1995   |
| بيرترام بيرلورزر | 10 أبريل 1995  | 30 يونيو 1996  |
| أرمين فيه        | 1 يوليو 1996   | 30 يونيو 1997  |
| بينو مولمان      | 15 أكنوبر 1997 | 21 أكنوبر 2000 |
| بول هيسيلباخ     | 22 أكنوبر 2000 | 19 نوفمبر 2000 |
| أوي إركينبريشر   | 20 نوفمبر 2000 | 30 أغسطس 2001  |

| المدرب              | من             | إلى            |
| بول هيسيلباخ (مؤقت) | 1 سبتمبر 2001  | 29 أكنوبر 2001 |
| يوجين هاتش          | 30 أكنوبر 2001 | 5 نوفمبر 2003  |
| فيرنر دريسيل (مؤقت) | 6 نوفمبر 2003  | 29 ديسمبر 2003 |
| توماس كوست          | 30 ديسمبر 2003 | 16 فبراير 2004 |
| بينو مولمان         | 18 فبراير 2004 | 30 يونيو 2007  |
| برونو لاباديا       | 1 يوليو 2007   | 30 يونيو 2008  |
| بينو مولمان         | 1 يوليو 2008   | 20 ديسمبر 2009 |
| مايك بوسكنز         | 27 ديسمبر 2009 | 20 فبراير 2013 |
| لودفيج بريس (مؤقت)  | 21 فبراير 2013 | 11 مارس 2013   |
| فرانك كرامر         | 12 مارس 2013   | 23 فبراير 2015 |
| مايك بوسكنز         | 23 فبراير 2015 | 28 مايو 2015   |
| ستيفان روثينبيك     | 12 يونيو 2015  | 21 نوفمبر 2016 |
| يانوس رادوكي        | 21 نوفمبر 2016 | 28 أغسطس 2017  |
| ميركو ديخوت (مؤقت)  | 28 أغسطس 2017  | 9 سبتمبر 2017  |
| دامير بوريك         | 9 سبتمبر 2017  | 4 فبراير 2019  |
| ستيفان ليتل         | 5 فبراير 2019  |                |

## المواسم الأخيرة
أداء النادي في المواسم الأخيرة:
| الموسم                                 | الدوري                         | المستوي | المركز       |
| 1999–2000                              | الدوري الألماني الدرجة الثانية | الثاني  | السابع       |
| 2000–01                                | الدوري الألماني الدرجة الثانية | الثاني  | الخامس       |
| 2001–02                                | الدوري الألماني الدرجة الثانية | الثاني  | الخامس       |
| الدوري الألماني الدرجة الثانية 2002–03 | الدوري الألماني الدرجة الثانية | الثاني  | الخامس       |
| 2003–04                                | الدوري الألماني الدرجة الثانية | الثاني  | التاسغ       |
| 2004–05                                | الدوري الألماني الدرجة الثانية | الثاني  | الخامس       |
| 2005–06                                | الدوري الألماني الدرجة الثانية | الثاني  | الخامس       |
| 2006–07                                | الدوري الألماني الدرجة الثانية | الثاني  | الخامس       |
| 2007–08                                | الدوري الألماني الدرجة الثانية | الثاني  | السادس       |
| 2008–09                                | الدوري الألماني الدرجة الثانية | الثاني  | الخامس       |
| 2009–10                                | الدوري الألماني الدرجة الثانية | الثاني  | الحادى عشر   |
| 2010–11                                | الدوري الألماني الدرجة الثانية | الثاني  | الرابع       |
| 2011–12                                | الدوري الألماني الدرجة الثانية | الثاني  | الأول ↑      |
| 2012–13                                | الدوري الألماني                | الأول   | الثامن عشر ↓ |
| 2013–14                                | الدوري الألماني الدرجة الثانية | الثاني  | الثالث       |
| 2014–15                                | الدوري الألماني الدرجة الثانية | الثاني  | الرابع غشر   |
| 2015–16                                | الدوري الألماني الدرجة الثانية | الثاني  | التاسع       |
| 2016–17                                | الدوري الألماني الدرجة الثانية | الثاني  | الثامن       |
| 2017–18                                | الدوري الألماني الدرجة الثانية | الثاني  | الخامس عشر   |
| 2018–19                                | الدوري الألماني الدرجة الثانية | الثاني  | الثالث عشر   |
| 2019–20                                | الدوري الألماني الدرجة الثانية | الثاني  | التاسع       |
| 2020–21                                | الدوري الألماني الدرجة الثانية | الثاني  |              |

| الموسم               | الدوري                        | المستوي | المركز     |
| 1999–2000            | Bezirksoberliga Mittelfranken | السادس  | الأول ↑    |
| 2000–01              | Landesliga Bayern-Mitte       | الخامس  | الأأول ↑   |
| 2001–02              | دوري بايرن                    | الرابع  | الخامس     |
| 2002–03              | دوري بايرن                    | الرابع  | التاسع     |
| 2003–04              | دوري بايرن                    | الرابع  | الرابع     |
| 2004–05              | دوري بايرن                    | الرابع  | الثاني عشر |
| 2005–06              | دوري بايرن                    | الرابع  | الرابع     |
| 2006–07              | دوري بايرن                    | الرابع  | الثاني     |
| 2007–08              | دوري بايرن                    | الرابع  | الثاني ↑   |
| 2008–09 ‏             | الدوري الإقليمي الجنوبي       | الرابع  | الحادي عشر |
| 2009–10 ‏             | الدوري الإقليمي الجنوبي       | الرابع  | الحادي عشر |
| 2010–11 ‏             | الدوري الإقليمي الجنوبي       | الرابع  | الرابع     |
| 2011–12 ‏             | الدوري الإقليمي الجنوبي       | الرابع  | السادس     |
| 2012–13 [الإنجليزية] | الدوري الإقليمي بايرن         | الرابع  | الثاني عشر |
| 2013–14 [الإنجليزية] | الدوري الإقليمي بايرن         | الرابع  | التاسع     |
| 2014–15 [الإنجليزية] | الدوري الإقليمي بايرن         | الرابع  | الرابع عشر |
| 2015–16 [الإنجليزية] | الدوري الإقليمي بايرن         | الرابع  | التاسع     |
| 2016–17 [الإنجليزية] | الدوري الإقليمي بايرن         | الرابع  | السادس عشر |
| 2017–18 [الإنجليزية] | الدوري الإقليمي بايرن         | الرابع  | الثالث عشر |
| 2018–19 [الإنجليزية] | الدوري الإقليمي بايرن         | الرابع  | الرابع عشر |
| 2019–20 [الإنجليزية] | الدوري الإقليمي بايرن         | الرابع  | يحدد لاحقا |

- أستحدث دوري Bezirksoberligas في عام 1988 كدوري خامس جديد، فانخفض تصنيف جميع البطولات أسفل Landesligas بدرجة واحدة. وأستحدث Regionalligas في عام 1994 والدوري الألماني الدرجة الثالثة في عام 2008 باعتباره المستوى الثالث الجديد، انخفضت كل البطولات أدناه  مستوى واحد. وإنشئت بطولة Regionalliga Bayern كدوري قسم رابع جديد في بافاريا في عام 2012، وقسم البايرن ليغا إلى قسمين شمالي وجنوبي، وتوسع عدد Landesligas من ثلاثة إلى خمسة، وألغى دوري Bezirksoberligas. جميع البطولات من Bezirksligas أرتفعت مستوى واحد.

المفتاح
| ↑ صعد | ↓ هبط |

## اللاعبين

### تشكيلة الفريق
آخر تحديث 14 يناير 2021. 
ملاحظة: تشير الأعلام إلى المنتخب الوطني على النحو المحدد في قواعد الأهلية للفيفا. قد يحمل اللاعبون أكثر من جنسية واحدة غير تابعة للفيفا.
| الرقم | البلد    | المركز | اللاعب                 |
| ----- | -------- | ------ | ---------------------- |
| 1     | ألمانيا  | حارس   | ماريوس فانك            |
| 2     | ألمانيا  | مدافع  | سيمون أستا             |
| 4     | ألمانيا  | مدافع  | ماكسيميليان باور       |
| 5     | ألبانيا  | مدافع  | ميرغيم مافراي          |
| 7     | ألمانيا  | مهاجم  | روبن كير               |
| 9     | الدنمارك | مهاجم  | إيميل بيرغريين         |
| 10    | السويد   | مهاجم  | برانيمير هرغوتا (قائد) |
| 14    | غانا     | وسط    | هانز نونو ساربي        |
| 15    | ألمانيا  | وسط    | سيباستيان إيرنست       |
| 16    | النرويج  | مهاجم  | هاوارد نيلسن           |
| 18    | ألمانيا  | مدافع  | ماركو مايرهوفر         |
| 19    | نيجيريا  | مهاجم  | ديكسون أبياما          |

| الرقم | البلد            | المركز | اللاعب                                 |
| ----- | ---------------- | ------ | -------------------------------------- |
| 21    | الولايات المتحدة | وسط    | تيموثي تيلمان                          |
| 22    | ألمانيا          | مدافع  | ديفيد راوم                             |
| 23    | ألمانيا          | مدافع  | بول جيكيل                              |
| 24    | ألمانيا          | وسط    | انطون ستاخ                             |
| 25    | ألمانيا          | حارس   | ليون شافران                            |
| 27    | ألمانيا          | مدافع  | جيان لوكا ايتر (معار من نادي فرايبورغ) |
| 30    | ألمانيا          | حارس   | ساتشا بورتشيرت                         |
| 32    | فرنسا            | مدافع  | عبد الرحمن باري                        |
| 33    | ألمانيا          | وسط    | باول سيغوين                            |
| 37    | الولايات المتحدة | وسط    | جوليان غرين                            |
| 40    | ألمانيا          | مهاجم  | جيمي لويلينغ                           |
|       | البوسنة والهرسك  | وسط    | ماريجان سافار                          |

### اللاعبون المعارون
ملاحظة: تشير الأعلام إلى المنتخب الوطني على النحو المحدد في قواعد الأهلية للفيفا. قد يحمل اللاعبون أكثر من جنسية واحدة غير تابعة للفيفا.
| الرقم | البلد   | المركز | اللاعب                                               |
| ----- | ------- | ------ | ---------------------------------------------------- |
| 36    | ألمانيا | مدافع  | الكسندر لونجويتز (إلى بايرن ميونخ حتى 30 يونيو 2021) |

## لاعبين سابقين بارزين
- كارل ماي: خاض 21 مباراة دولية مع منتخب ألمانيا، ولعب في كأس العالم 1954.
- هربرت إرهارد: خاض 50 مباراة دولية مع منتخب ألمانيا، ولعب في نهائيات كأس العالم 1954، و1958، و1962.
- جوليوس هيرش: خاض 7 مباريات دولية مع منتخب ألمانيا، ولعب في دورة الألعاب الأولمبية الصيفية لعام 1912. قتل خلال الهولوكوست.
- هيكو ويسترمان: لاعب ألماني دولي.
- روبرتو هيلبرت: لاعب ألماني دولي.
- رشيد عزوزي: لعب لمنتخب المغرب في نهائيات كأس العالم 1994 و1998.
- جيرالد أسامواه: لاعب ألماني دولي.
- نيكولاي مولر: لاعب ألماني دولي.
- عبد الرحمن بابا، لاعب غاني الدولي.

### مدربين مشهورين
كان ويليام تاونلي ، مدربًا لفريق SpVgg فورت في ثلاث دورات في 1911-13، و1926-27، و1930-32، قاد النادي إلى بطولتين.

### مشجعين بارزين
حضر وزير خارجية الولايات المتحدة السابق هنري كيسنجر، الذي فرت عائلته من ألمانيا النازية في عام 1938، حضر مباراة غروتير فورت ضد شالكه 04 في سبتمبر 2012. كان قد وعد بحضور مباراة في ملعب رونهوف إذا صعد الفريق إلى دوري الدرجة الأولى. حاول كيسنجر عندما كان طفلاً مشاهدة المباريات هناك، ولكن كانت الرغبة ضد رغبة والديه. كيسنجر هو عضو فخري في نادي غورتير فورت، ولعقود طويلة ظل على علم بنتائج المباريات، ومتصل بالنادي. ورد أنه طلب من موظفيه خلال فترة خدمته في البيت الأبيض في السبعينيات أن تكون نتيجة الفريق جاهزة له صباح يوم الاثنين في عطلة نهاية الأسبوع. زار مسقط رأسه والنادي عدة مرات، وحضر مباراة في البوندسليجا في عام 2012 خلال الموسم الأول للفريق في الدوري الألماني.

## روابط خارجية
- الموقع الرسمي
- موقع به سجل الأحداث